# Croton subincanus
Espèce
Croton subincanus est une espèce de plantes à fleurs du genre Croton et de la famille des Euphorbiaceae, présente du nord de l'Amérique du Sud jusqu'au Brésil (Roraima).
Il a pour synonyme :
- Oxydectes subincana, (Müll.Arg.) Kuntze